# Indocloeon
Indocloeon is een geslacht van haften (Ephemeroptera) uit de familie Baetidae.

## Soorten
Het geslacht Indocloeon omvat de volgende soorten:
- Indocloeon indonesiae
- Indocloeon primum